# Rossberg (Zentralvogesen)
Der Rossberg ist ein Gipfel mit abgeflachten Formen auf der Vogesenkammlinie, der nördlich des Col du Bonhomme auf 1130 m Höhe ansteigt.

## Geschichte
Der Rossberg war auf der lothringischen Seite ein ausgedehntes Stoppelfeld; der elsässische Granithang, der steil über dem Flusslauf der Béhine abfällt, war bewaldet. Er zählt zu den drei großen Weideflächen nördlich des Bonhomme-Passes, die den Herren von Taintrux, den Herzögen von Lothringen und der Abtei von Moyenmoutier gemeinsam gehörten.

## Geografie
Vor weniger als zwei Jahrhunderten für eine Weide abgeholzt, ist er heute von einer Waldfläche, dem Buchen-Tannen-Wald, bedeckt.
Sein westlicher, lothringischer Teil, der größte, gehört hauptsächlich zur Gemeinde La Croix-aux-Mines, ein südlicher Bruchteil unter dem alten, veralteten Namen Gazon Cadar ist dem Gemeindegebiet von Fraize angegliedert. Sein östlicher, elsässischer Rand befindet sich im Kanton Lapoutroie, Gemeindegebiet von Le Bonhomme.